# Alexandre Lucas

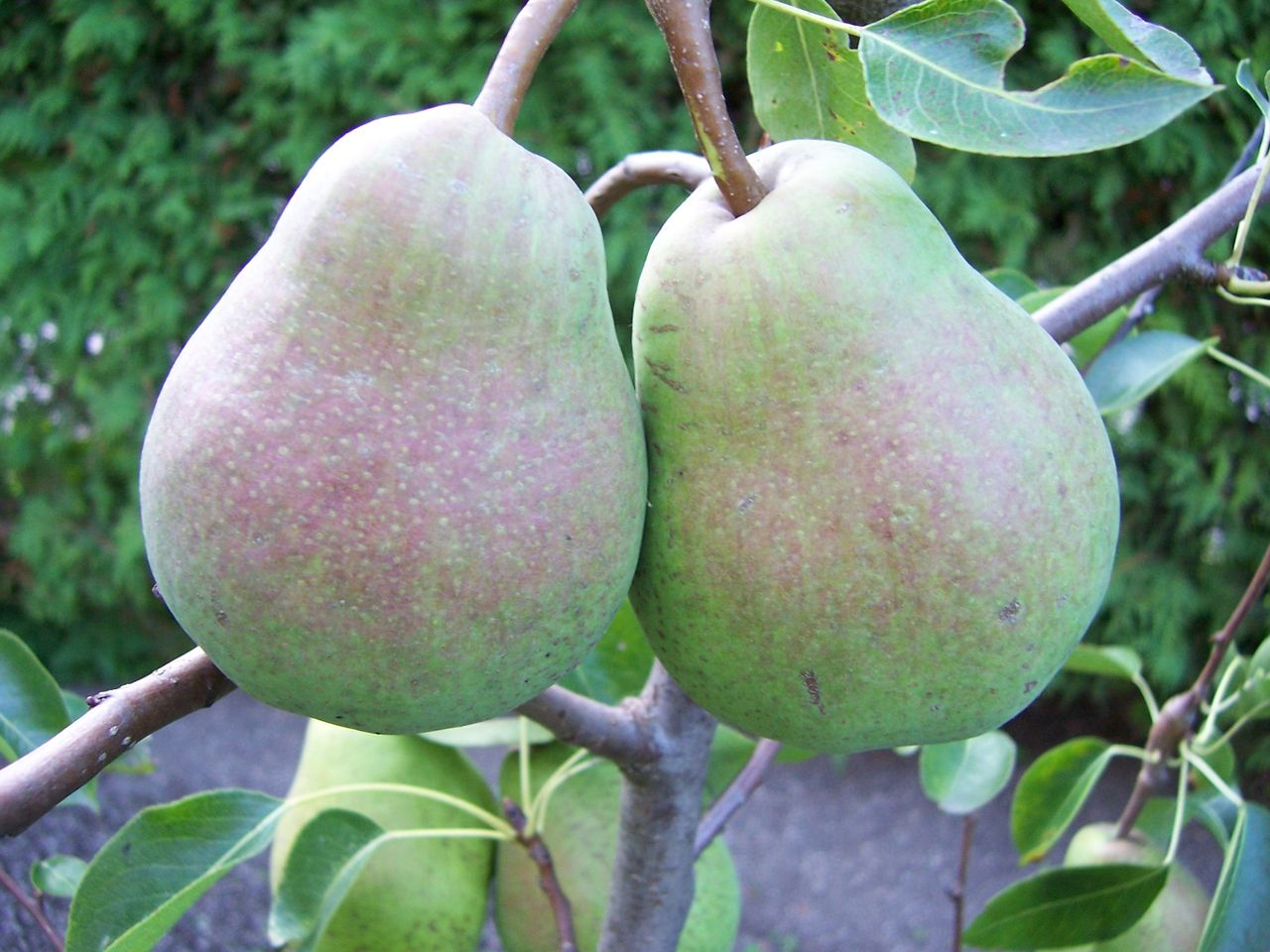
Sur arbre.

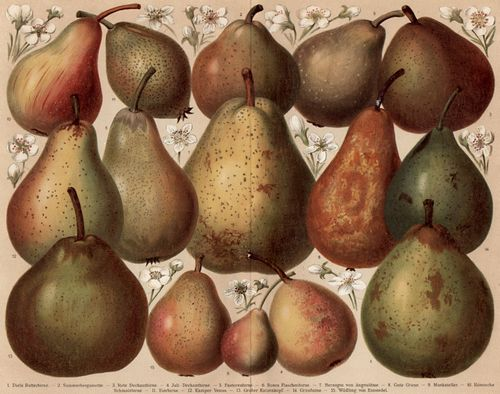
Variétés de poires d'après le système d'Édouard Lucas.

Pour les articles homonymes, voir Lucas.
L'Alexandre Lucas est une variété de poire.
Espèce
Classification phylogénétique

## Synonymie
- Beurré Alexandre Lucas.

## Origine
C'est une vieille variété de poire de table, trouvée en 1870, dans un bois près de Blois, par Alexandre Lucas.
Mise au commerce par les frères Transon d'Orléans, en 1874 sous le nom de ‘Beurré Alexandre Lucas’.

## Arbre
Il n'est pas auto-fertile et ne peut pas être destiné à la pollinisation d'autres variétés.

## Pollinisateurs recommandés
Beurré Hardy, Clapp's Favorite, Comtesse de Paris, William's Bon Chrétien...

## Fruit
Verdâtre au moment de la cueillette, la poire prend au fur et à mesure de sa maturité une belle couleur jaune ambré.
Fait rare dans la famille des poires de type Beurré, elle est de bonne tenue pendant un à deux mois, suivant l'endroit de conservation.

Le code PLU du fruit est 3376.

## Observations
Dr Jules Guyot, INFEL 1445A